# Armadillidium teramense
Armadillidium teramense is een pissebed uit de familie Armadillidiidae. De wetenschappelijke naam van de soort is voor het eerst geldig gepubliceerd in 1933 door Verhoeff.